# Famous in the Last Century (DVD)
Famous in the Last Century è un DVD pubblicato dal gruppo inglese Status Quo nel 2000.

## Il DVD
Questo DVD viene messo in commercio nel 2000 in coincidenza della pubblicazione dell'omonimo cover-album con cui la longeva band inglese decide di rivisitare molti dei brani più celebri del millennio appena decorso.
Contiene un concerto registrato presso lo Shepherd's Bush Empire di Londra, il 27 marzo del 2000, ed include gli stessi brani del CD eseguiti dal gruppo in versione da concerto.
È anche inclusa una lunga intervista - ma senza sottotitoli in italiano - sulla storia della band coi due membri storici del gruppo, Francis Rossi e Rick Parfitt.

## Tracce
1. Famous in the Last Century - 1:03 - (Bown)
2. Old Time Rock and Roll - 2:57 - (Kackson/Jones)
3. Way Down - 2.51 - (Martine)
4. Rave on - 2.51 - (Petty/Tilghman/West)
5. Roll Over Beethoven - 3:06 - (Berry)
6. When I'm Dead and Gone - 3:11 - (Gallagher/Lyle)
7. Memphis Tennessee - 3:11 - (Berry)
8. Sweet Home Chicago - 2:43 - (R. Johnsons)
9. Crawling from the Wreckage - 2:42 - (Parker)
10. Good Golly Miss Molly - 2:05 - (Blackwell/Marascalco)
11. Claudette - 2:01 - (Orbison)
12. Rock 'n' Me - 2:47 - (Miller)
13. Hound Dog - 2:19 - (Lieber/Stoller)
14. Runaround Sue - 2:29 - (Dimicci/Maresca)
15. Once Bitten Twice Shy - 2:40 - (Hunter)
16. Mony Mony - 2:58 - (Bloom/Gentry/James/Cordell)
17. Famous in the Last Century - 1:14 - (Bown)

Intervista a Francis Rossi & Rick Parfitt.

## Formazione
- Francis Rossi (chitarra solista, voce)
- Rick Parfitt (chitarra ritmica, voce)
- Andy Bown (tastiere)
- John 'Rhino' Edwards (basso, voce)
- Jeff Rich (percussioni)